# Coccus rubellus
Coccus rubellus är en insektsart som först beskrevs av Cockerell 1893.  Coccus rubellus ingår i släktet Coccus och familjen skålsköldlöss.
Artens utbredningsområde är Jamaica. Inga underarter finns listade i Catalogue of Life.